# Leon Uris
Leon Uris (Baltimore, 3 de agosto de 1924 - Shelter Island, 21 de junho de 2003) foi um escritor americano de religião judaica, conhecido pela exaustiva pesquisa histórica com que preparava as suas novelas e romances. O seu livro mais famoso foi o clássico Exodus, que relata em 600 páginas, de forma épica, os acontecimentos históricos que antecederam a criação do Estado de Israel, desde o surgimento do sionismo, no final do século XIX, até à independência, em 1948.

## Obras
| Ano  | Título Original | Título no Brasil            | Tradutor                                          |
| ---- | --------------- | --------------------------- | ------------------------------------------------- |
| 1953 | Battle cry      | Grito de Guerra             | Pedro Porto Carreiro Ramires                      |
| 1955 | The angry hills | Colinas da Ira              | Aurea Weissenberg - Marcilio Claudio Barbosa      |
| 1958 | Exodus          | Exodus                      | Vera Pedroso                                      |
| 1961 | Mila 18         | Mila 18                     | Luciano de Campos e Vera Lucia Siqueira Goncalves |
| 1963 | Armaggedon      | Armagedom                   | Helio Pinheiro Carneiro                           |
| 1967 | Topaz           | Topázio                     | Maria da Graca Cardoso e Fulvio Fonseca           |
| 1970 | QB VII          | QB VII                      | Luiz Corção                                       |
| 1976 | Trinity         | Trindade                    | Pinheiro de Lemos                                 |
| 1984 | The haj         | O Peregrino                 | Myriam Campello                                   |
| 1988 | Mitla pass      | A Passagem de Mitla         | Antonio Transito                                  |
| 1995 | Redemption      | Redenção                    | Geni Hirata                                       |
| 1999 | A God in ruins  | Um Deus em Ruínas           | Ruy Jugmann                                       |
| 2005 | O'Hara's choice | A escolha do soldado O'Hara | Myriam Campello                                   |

- No livro Israel rumo a Suez, de William Stevenson, de 1967, há um estudo de Leon Uris intitulado Israel - 6 Dias de Guerra.